# Guyanochactas mascarenhasi
Espèce
Synonymes
- Brotheas mascarenhasi Lourenço, 1988
- Broteochactas mascarenhasi (Lourenço, 1988)

Guyanochactas mascarenhasi est une espèce de scorpions de la famille des Chactidae.

## Distribution
Cette espèce est endémique du Pará au Brésil. Elle se rencontre vers Anajás.

## Systématique et taxinomie
Cette espèce a été décrite sous le protonyme Brotheas mascarenhasi par Lourenço en 1988. Elle est placée dans le genre Guyanochactas par Lourenço en 1998.

## Étymologie
Cette espèce est nommée en l'honneur de Bento Mascarenhas.

## Publication originale
- Lourenço, 1988 : Sinopse da fauna escorpionica do Estado do Para, especialmente as regioes de Carajas, Tucurui, Belem e Trombetas. Boletim do Museu Paraense Emilio Goeldi Serie Zoologia, vol. 4, no 2, p. 155-173.